# Delphinium depauperatum
Delphinium depauperatum är en ranunkelväxtart som beskrevs av Thomas Nuttall, John Torrey och Gray. Delphinium depauperatum ingår i släktet storriddarsporrar, och familjen ranunkelväxter. Inga underarter finns listade i Catalogue of Life.